# Creag Mhòr
Creag Mhòr är ett berg i Storbritannien.   Det ligger i kommunen Stirling och riksdelen Skottland, i den nordvästra delen av landet, 600 km nordväst om huvudstaden London. Toppen på Creag Mhòr är 1 047 meter över havet, eller 393 meter över den omgivande terrängen. Bredden vid basen är 5,2 km.
Terrängen runt Creag Mhòr är huvudsakligen kuperad.Runt Creag Mhòr är det mycket glesbefolkat, med 4 invånare per kvadratkilometer. Närmaste större samhälle är Killin, 18,5 km öster om Creag Mhòr. Trakten runt Creag Mhòr består i huvudsak av gräsmarker.